# Kyndryl
 (mars 2025).
Les informations dans cet article sont mal organisées, redondantes, ou il existe des sections bien trop longues. Structurez-le ou soumettez des propositions en page de discussion.
Avec le temps, il arrive que le contenu présent dans un article devienne désordonné. Il est souvent nécessaire de réorganiser l'article de fond en comble.
- Il faut tout d’abord répartir le contenu de l'article en plusieurs sections. Les informations doivent ensuite être exposées clairement et le plus synthétiquement possible, regroupées par sujet afin d'éviter les doublons. Quelqu'un cherchant une information précise doit pouvoir la trouver rapidement en lisant la section appropriée.
- À l'intérieur de chaque section, le texte, souvent initialement sous la forme de phrases éparses, doit être regroupé dans des paragraphes de quelques lignes, en assurant un enchaînement logique et une cohérence entre les phrases.
- Lorsque l'article ou l'une de ses sections développe trop longuement un point qui n'est pas dans le cœur du sujet traité, il convient de faire une synthèse et de transférer l'ancien contenu dans des articles plus appropriés (en cas de transfert, il faut impérativement respecter la procédure Aide:Scission).

Si vous pensez que ces points ont été résolus, vous pouvez retirer ce bandeau et améliorer le plan d'un autre article.
Kyndryl est une société mondiale de services informatiques. L'entreprise de 90 000 personnes est née de la scission en 2021 des services d'infrastructure d'IBM et est cotée à la bourse de New York sous le symbole KD depuis le 4 novembre 2021.
Kyndryl conçoit, construit, gère, modernise et sécurise les systèmes d'informations de 4 000 clients dans plus de 60 pays, dont 400 en France. 
L’activité de l’entreprise se concentre autour de 6 domaines d'activité  (practices) mondiaux :
- Cloud
- Apps, Data et IA
- Sécurité et Résilience
- Core Enterprise et zCloud
- Réseau et Edge
- Digital Workplace

Kyndryl, dont le siège se trouve à New York, aux États-Unis est dirigé au niveau mondial par :
- Elly Keinan : Président[4]
- Martin Schroeter : Président-Directeur général[5]
- Maria Bartolome Winans : Directrice marketing[4]

Le nom Kyndryl évoque une idée de « l'esprit d'un véritable partenariat et d'une véritable croissance ». Le terme est un mot-valise composé de deux parties « Kyn » et « Dryl ». « Kyn » vient de « kinship » en anglais, ou parenté et fait référence à la conviction que les relations avec les personnes - employés, clients et partenaires - sont au cœur de la stratégie de l’entreprise. « Dryl » pour « tendril », signifie vrille et évoque l’idée de croissance et de travail vers le progrès humain, ce qui fait référence au slogan de l’entreprise « The heart of progress ».
Depuis le 1er avril 2024, Jérôme Calmelet est le Président de Kyndryl France, dont le siège social se situe à Courbevoie dans les Hauts-de-Seine. L’entreprise dispose de 15 data centers sur le territoire français.